# Fiães (Santa Maria da Feira)
Fiães ist eine Gemeinde und Stadt in Portugal.

## Geschichte
Die Geschichte des Ortes geht bis in die Zeit des Römischen Reichs zurück. Vermutlich missionierte im 4. Jahrhundert Wulfila hier, wodurch der Name Ulfilanis der später zu Fiães verkürzt wurde, entstand.
Zur Stadt (Cidade) erhoben wurde Fiães am 19. April 2001.

## Bauwerke
- Castro de Fiães

## Sport
Der Ort beheimatet den Fiães Sport Clube (Fiães SC) im Estádio do Bolhão.